# Geneviève Waïte
Geneviève Waïte (Cidade do Cabo, 13 de fevereiro de 1948 - Los Angeles, 18 de maio de 2019) foi uma atriz, cantora e modelo sul-africana. Seu papel de atriz mais conhecido foi o personagem-título do filme de 1968, Joanna. Como modelo, ela foi fotografada para a Vogue em 1971 por Richard Avedon. E, em 1974, ela gravou seu único álbum como cantora, Romance Is on the Rise.

## Vida pessoal
Waïte se casou com Matthew Reich em 10 de dezembro de 1968. Mais tarde, Waïte se casou com o músico John Phillips do Mamas & the Papas em 31 de janeiro de 1972. Eles tiveram dois filhos, os atores Tamerlane Phillips (n. 1971) e Bijou Phillips (n. 1980). Eles se divorciaram em 1985. Mais tarde, ela se casou com Norman Buntaine; mais tarde eles se separaram.

## Filmografia
- Joanna (1968) como "Joanna".[2]
- Move (1970) como "The Girl".
- Myra Breckinridge (1970) como a "paciente odontológica" (sem créditos).
- The Man Who Fell to Earth (1976). Intérprete de "Love is Coming Back".
- Short Distance (1989) como Mona.

## Música
O álbum de 1974 de Waïte, Romance Is on the Rise, foi produzido por seu segundo marido, John Phillips, ex-integrante do grupo de folk rock Mamas & the Papas. Um lançamento de 2011 do álbum em CD inclui seu cover da música "Femme Fatale" do Velvet Underground.

## Morte
Em 18 de maio de 2019, Waïte morreu enquanto dormia em Los Angeles, Califórnia. Sua filha, Bijou, anunciou a morte de sua mãe vários dias depois.